# Збірна Нідерландів з хокею із шайбою
Збірна Нідерландів з хокею із шайбою є членом Міжнародної федерації хокею з 1935 року. Виступає в І-му дивізіоні-кваліфікації чемпіонатів світу з хокею й займає 25 місце в табелі рангів Міжнародної федерації хокею. Найбільше досягнення національної збірної — 8 місце на чемпіонаті світу з хокею 1981 року та участь в 1980 році в фінальній частині зимової Олімпіади.

## Турнірні здобутки
- 1930 — Не брали участь
- 1931 — Не брали участь
- 1933 — Не брали участь
- 1934 — Не брали участь
- 1935 — Закінчили на 14-му місці
- 1937 — Не брали участь
- 1938 — Не брали участь
- 1939 — Закінчили на 11-му місці
- 1947 — Не брали участь
- 1949 — Не брали участь
- 1950 — Закінчили на 8-му місці
- 1951 — Закінчили на 13-му місці (3 місце в Класі «В»)
- 1953 — Закінчили на 8-му місці (4 місце в Класі «В»)
- 1954 — Не брали участь
- 1955 — Закінчили на 12-му місці (4 місце в Класі «В»)
- 1957 — Не брали участь
- 1958 — Не брали участь
- 1959 — Не брали участь
- 1961 — Закінчили на 18-му місці (4 місце в Класі «С»)
- 1962 — Закінчили на 12-му місці (3 місце в Класі «В»)
- 1963 — Закінчили на 20-му місці (5 місце в Класі «С»)
- 1965 — Не брали участь
- 1966 — Не брали участь
- 1967 — Закінчили на 21-му місці (5 місце в Класі «С»)
- 1969 — Закінчили на 18-му місці (4 місце в Класі «С»)
- 1970 — Закінчили на 20-му місці (6 місце в Класі «С»)
- 1971 — Закінчили на 21-му місці (7 місце в Класі «С»)
- 1972 — Закінчили на 19-му місці (6 місце в Класі «С»)
- 1973 — Закінчили на 16-му місці (2 місце в Класі «С»)
- 1974 — Закінчили на 11-му місці (5 місце в Класі «В»)
- 1975 — Закінчили на 11-му місці (8 місце в Класі «В»)
- 1976 — Закінчили на 14-му місці (6 місце в Класі «В»)
- 1977 — Закінчили на 16-му місці (8 місце в Класі «В»)
- 1978 — Закінчили на 17-му місці (1 місце в Класі «С»)
- 1979 — Закінчили на 9-му місці (1 місце в Класі «В»)
- 1981 — Закінчили на 8-му місці
- 1982 — Закінчили на 18-му місці (8 місце в Класі «В»)
- 1983 — Закінчили на 16-му місці (1 місце в Класі «С»)
- 1985 — Закінчили на 17-му місці (6 місце в Класі «В»)
- 1986 — Закінчили на 14-му місці (5 місце в Класі «В»)
- 1987 — Закінчили на 13-му місці (7 місце в Класі «В»)
- 1989 — Закінчили на 15-му місці (1 місце в Класі «С»)
- 1990 — Закінчили на 17-му місці (8 місце в Класі «В»)
- 1991 — Закінчили на 16-му місці (7 місце в Класі «В»)
- 1992 — Закінчили на 15-му місці (2 місце в Класі «В»)
- 1993 — Закінчили на 14-му місці (3 місце в Класі «В»)
- 1994 — Закінчили на 15-му місці (6 місце в Класі «В»)
- 1995 — Закінчили на 18-му місці (4 місце в Класі «В»)
- 1996 — Закінчили на 16-му місці (7 місце в Класі «В»)
- 1997 — Закінчили на 19-му місці (7 місце в Класі «В»)
- 1998 — Закінчили на 19-му місці (8 місце в Класі «В»)
- 1999 — Закінчили на 24-му місці (1 місце в Класі «С»)
- 2000 — Закінчили на 25-му місці (8 місце в Класі «В»)
- 2001 — Закінчили на 24-му місці (5 місце в «Дивізіоні Ι» Група «А»)
- 2002 — Закінчили на 25-му місці (4 місце в «Дивізіоні Ι» Група «А»)
- 2003 — Закінчили на 24-му місці (4 місце в «Дивізіоні Ι» Група «А»)
- 2004 — Закінчили на 12-му місці (3 місце в «Дивізіоні Ι» Група «А»)
- 2005 — Закінчили на 22-му місці (3 місце в «Дивізіоні Ι» Група «А»)
- 2006 — Закінчили на 25-му місці (5 місце в «Дивізіоні Ι» Група «В»)
- 2007 — Закінчили на 25-му місці (5 місце в «Дивізіоні Ι» Група «А»)
- 2008 — Закінчили на 26-му місці (5 місце в «Дивізіоні Ι» Група «А»)
- 2009 — Закінчили на 27-му місці (5 місце в «Дивізіоні Ι» Група «В»)
- 2010 — Закінчили на 24-му місці (4 місце в «Дивізіоні Ι» Група «В»)
- 2011 — Закінчили на 24-му місці (4 місце в «Дивізіоні Ι» Група «В»)
- 2012 — Закінчили на 3-му місці Дивізіон Ι«В»
- 2013 — Закінчили на 3-му місці Дивізіон Ι«В»
- 2014 — Закінчили на 5-му місці Дивізіон Ι«В»
- 2015 — Закінчили на 6-му місці Дивізіон Ι«В»
- 2016 — Закінчили на 1-му місці Дивізіон ІΙ«А»
- 2017 — Закінчили на 6-му місці Дивізіон Ι«В»
- 2018 — Закінчили на 1-му місці Дивізіон ІΙ«А»
- 2019 — Закінчили на 6-му місці Дивізіон І«В»
- 2022 — 2-е місце Дивізіон IIA
- 2023 — 5-е місце Дивізіон IB
- 2024 — 6-е місце Дивізіон IB
- 2025 — 1-е місце Дивізіон IIA